# Mistrzostwa Europy w Wioślarstwie 2010 – czwórka bez sternika kobiet
Czwórka bez sternika (W4-) – konkurencja rozgrywana podczas Mistrzostw Europy w Wioślarstwie 2010 w Montemor-o-Velho między 10 a 12 września.

## Harmonogram konkurencji
| Wydarzenie               | Runda |
| ------------------------ | ----- |
| Sobota, 11 września 2010 | Finał |

## Medaliści
| Złoto                                                                             | Srebro                                                                       |
| Białoruś · Hanna Haura · Natalla Helach · Natalla Haurylenka · Zinaida Kluczynska | Włochy · Samanta Molina · Gioia Sacco · Claudia Wurzel · Valentina Calabrese |

## Finał
| Miejsce | Zawodnik                                                         | Kraj     | Czas    | Uwagi |
| ------- | ---------------------------------------------------------------- | -------- | ------- | ----- |
|         | Hanna Haura Natalla Helach Natalla Haurylenka Zinaida Kluczynska | Białoruś | 7:28,81 |       |
|         | Samanta Molina Gioia Sacco Claudia Wurzel Valentina Calabrese    | Włochy   | 7:35,44 |       |